# Global Indian Film Awards
Les Global Indian Film Awards (GIFA) étaient des prix décernés annuellement en Asie aux films indiens de Bollywood afin d'en assurer la promotion. La première cérémonie a eu lieu en 2005 à Dubaï, suivie de Kuala Lumpur en 2006 ; elle était promue par Jordy Patel et Sameer Khan. Le jury était dirigé par Suniel Shetty de la société Popcorn Entertainment. Les membres du jury étaient Jackie Shroff, Rati Agnihotri, Sajid Nadiadwala, Sandeep Chowta, Shyam Benegal et Smita Thackeray.

## Prix
- GIFA Best Film
- GIFA Best Director
- GIFA Best Actor
- GIFA Best Actress
- GIFA Best Supporting Actor
- GIFA Best Supporting Actress
- GIFA Most Searched Male Actor on Internet
- GIFA Most Searched Female Actor on Internet
- GIFA Best Comedian
- GIFA Best Villain
- GIFA Best Music Director
- GIFA Best Lyrics
- GIFA Best Playback Singer Female
- GIFA Best Playback Singer Male
- GIFA Best Debut Director
- GIFA Best Debut Actor
- GIFA Best Debut Actress
- GIFA Award for Outstanding Contribution to Indian Cinema
- GIFA Best Story
- GIFA Best Screenplay
- GIFA Best Dialogues
- GIFA Best Cinematography
- GIFA Best Editing
- GIFA Best Background Music
- GIFA Best Art Director
- GIFA Best Action
- GIFA Best Actor critics (Male)
- GIFA Best Actress critics (Female)